# Целібат
Целіба́т (від лат. caelebs — нежонатий, холостяк) — так зване «безшлюб'я» духовенства, відоме в східному та західному християнстві. Фактично це добровільний акт, високо оцінений, що став суттєвою ознакою монашого життя. Згодом аскетичні ідеали взяли верх у Західній Католицькій Церкві, і переконання в несполучності подружжя й активного душпастирства поширилося на Захід і Схід. Проте спроба Нікейського собору 325 р. заборонити одруженим священникам залишатись у подружньому стані після рукоположення була відкинута.
Практику Східних Церков у цій справі визначив собор у Трулло 692 року; священники, диякони і піддиякони можуть продовжувати своє подружнє життя, у яке вони вступили перед висвяченням. Чоловіки, що, повдовівши, одружилися вдруге або розведені, не можуть бути священником, а священники чи диякони не можуть одружитися вдруге після смерті своєї дружини. Собор у Трулло також затвердив норми для кандидатів на єпископів: єпископ може бути неодружений або вдівець, коли ж одружений, то мусить назавжди розійтися зі своєю дружиною.
Обов'язкову безшлюбність католицьких священників встановив Папа Григорій VII у 1073-1085 роках. А практично целібат утвердився в середині XIII ст. Запровадженням целібату Католицька Церква намагалась зберегти земельну власність, не допустити її розділу поміж нащадками священника. Енциклікою «Caelibatus Sacerdotalis» («Про целібат священників») 1967 року Папа Павло VI підтвердив непорушність церковного целібату, що стало однією з причин відмови багатьох католицьких священників від сану.
Це законодавство було чинним, коли християнство прийшло в Україну. Священники були переважно одружені, а єпископів обирали з-поміж монашого духовенства, хоч нерідко вдівці ставали єпископами після складання монаших обітів. Цієї канонічної норми в Українській Православній Церкві дотримуються й тепер.
Коли на основі Берестейської унії 1596 року українські і білоруські ієрархії з'єдналися з Римською Церквою, єпископи знали, що Рим може ввести целібат і в їхній Церкві, тому вони намагалися досягти схвалення одруженого духовенства, що його й одержали від папи Климента VIII в буллі «Magnus Dominus», у якій сказано: «священичі подружжя залишаються недоторканими, за винятком двоєженства». Свобода вибору подружнього стану перед рукоположенням залишалася безспірною в Українській Церкві аж до Першої світової війни. Спроба провінційного Синоду у Львові 1891 року встановити обов'язковий целібат, до якого ставилися прихильно папські представники, не мала успіху. Конференція трьох єпископів Галицької митрополії 1919 врешті схвалила целібат. Однак митрополит Андрей Шептицький, не бажаючи порушити акт Берестейської унії, розглядав цей крок як надання переваги добровільному целібату. Він залишив половину місць у семінарії для одружених кандидатів. Два інших єпископи (Григорій Хомишин 1929 та Йосафат Коциловський 1924) не пішли слідами його заходів і відмовилися висвячувати одружених кандидатів. Три інші єпархії (Мукачеве, Пряшів і Крижевці) також не наполягали на обов'язковому целібаті.
Інакше розвинулася ситуація в діаспорі: у США, Канаді, Бразилії й Аргентині, де українські католицькі спільноти почали утворюватися в 1880-90-их роках, і великі громади іммігрантів з Галичини і Закарпаття переселилися назавжди. Циркуляр Конгрегації поширення віри від 1 жовтня 1890 року, звернений до українських єпископів Австро-Угорщини, забороняв одруженим священникам бути душпастирями своїх земляків в Америці. Цю пересторогу повторювали кілька разів, хоч їй не завжди підпорядковувалися. Більшість священників, що поселилися в США, були одружені і привезли з собою своїх жінок і дітей. Ті, що прибули до Канади й Бразилії, були здебільшого монахами.
Опозиція Риму до одруженого духовенства під впливом місцевої ієрархії латинського обряду, призвела до того, що багато священників і вірних перейшли до Російської Православної Церкви. Папський декрет «Cum episcopo» 17 серпня 1914, що встановлював окрему українську греко-католицьку юрисдикцію в США, не згадував про заборону одруженого духовенства. Однак вона була відновлена 1929 з рішучою вимогою її дотримуватися. Це призвело до розколу закарпатського екзархату в Пітсбурзі, коли близько 100 000 вірних відокремилися й створили православною єпархію, пов'язану з Константинопольським патріархом.
З новим напливом іммігрантів із Західної Європи після Другої світової війни Римська Курія погодилася з фактом, щоб з ними приїхали одружені священники з України. Проте виявилося, що це було виняткове послаблення, бо заборону висвячувати одружених кандидатів або запрошувати їх з Європи для українців у Північній і Південній Америці та Австралії повторювали кілька разів у 1970-х роках. Толеровано, однак, і дозволено виконувати душпастирські обов'язки тим священникам, що були висвячені в Європі й емігрували до США або Канади. Римська Курія поширює закон целібату й на українських католиків у Західній Європі, а нещодавно й у Польщі. Українці на Галичині, Закарпатті, у Чехо-Словаччині та Югославії цій забороні не підлягають.
Світський рух українців-католиків, як також священників з Товариства св. Андрея, відстоюють перед Ватиканом одружене духовенство, хоч і без великого успіху.